# Episodi di Mayor of Kingstown (prima stagione)
La prima stagione della serie televisiva Mayor of Kingstown, composta da 10 episodi, è stata trasmessa negli Stati Uniti sulla piattaforma streaming Paramount + dal 14 novembre 2021 al 9 gennaio 2022.
In Italia la stagione è stata interamente pubblicata sempre su Paramount + il 15 settembre 2022.
| n° | Titolo originale       | Titolo italiano          | Pubblicazione USA | Pubblicazione Italia |
| -- | ---------------------- | ------------------------ | ----------------- | -------------------- |
| 1  | The Mayor of Kingstown | La mappa                 | 14 novembre 2021  | 15 settembre 2022    |
| 2  | The End Begins         | L'inizio della fine      | 14 novembre 2021  | 15 settembre 2022    |
| 3  | Simply Murder          | Nessuna pietà            | 21 novembre 2021  | 15 settembre 2022    |
| 4  | The Price              | Il prezzo da pagare      | 28 novembre 2021  | 15 settembre 2022    |
| 5  | Orion                  | Orione                   | 5 dicembre 2021   | 15 settembre 2022    |
| 6  | Every Feather          | Ogni piuma               | 12 dicembre 2021  | 15 settembre 2022    |
| 7  | Along Came a Spider    | La promessa              | 19 dicembre 2021  | 15 settembre 2022    |
| 8  | The Devil Is Us        | Siamo noi il diavolo     | 26 dicembre 2021  | 15 settembre 2022    |
| 9  | The Lie of the Truth   | Il messaggio             | 2 gennaio 2022    | 15 settembre 2022    |
| 10 | This Piece of My Soul  | Un pezzo della mia anima | 9 gennaio 2022    | 15 settembre 2022    |

## La mappa
- Titolo originale: The Mayor of Kingstown
- Diretto da: Taylor Sheridan
- Scritto da: Taylor Sheridan e Hugh Dillon (soggetto); Taylor Sheridan (sceneggiatura)

## L'inizio della fine
- Titolo originale: The End Begins
- Diretto da: Ben Richardson
- Scritto da: Taylor Sheridan

## Nessuna pietà
- Titolo originale: Simply Murder
- Diretto da: Taylor Sheridan
- Scritto da: Taylor Sheridan

## Il prezzo da pagare
- Titolo originale: The Price
- Diretto da: Ben Richardson
- Scritto da: Taylor Sheridan

## Orione
- Titolo originale: Orion
- Diretto da: Guy Ferland
- Scritto da: Taylor Sheridan

## Ogni piuma
- Titolo originale: Every Feather
- Diretto da: Guy Ferland
- Scritto da: Taylor Sheridan

## La promessa
- Titolo originale: Along Came a Spider
- Diretto da: Clark Johnson
- Scritto da: Taylor Sheridan

## Siamo noi il diavolo
- Titolo originale: The Devil Is Us
- Diretto da: Clark Johnson
- Scritto da: Taylor Sheridan

## Il messaggio
- Titolo originale: The Lie of the Truth
- Diretto da: Stephen Kay
- Scritto da: Taylor Sheridan

## Un pezzo della mia anima
- Titolo originale: This Piece of My Soul
- Diretto da: Stephen Kay
- Scritto da: Taylor Sheridan